# Bethel Bible College
Bethel Bible College ou Faculdade Bíblica Betel foi uma escola bíblica, fundada em 1900 por Charles Parham , em Topeka, Kansas. A escola é creditada como o início do movimento Pentecostal, devido a uma série de dias de jejum que se encerraram com o que foi interpretado como o falar em línguas em 1 de janeiro de 1901. Embora a escola feche mais tarde em 1901 após menos de dois anos de operação, o próprio movimento cresceu substancialmente para dezenas de milhões de pessoas ao redor do mundo.

## O pentecostalismo começa

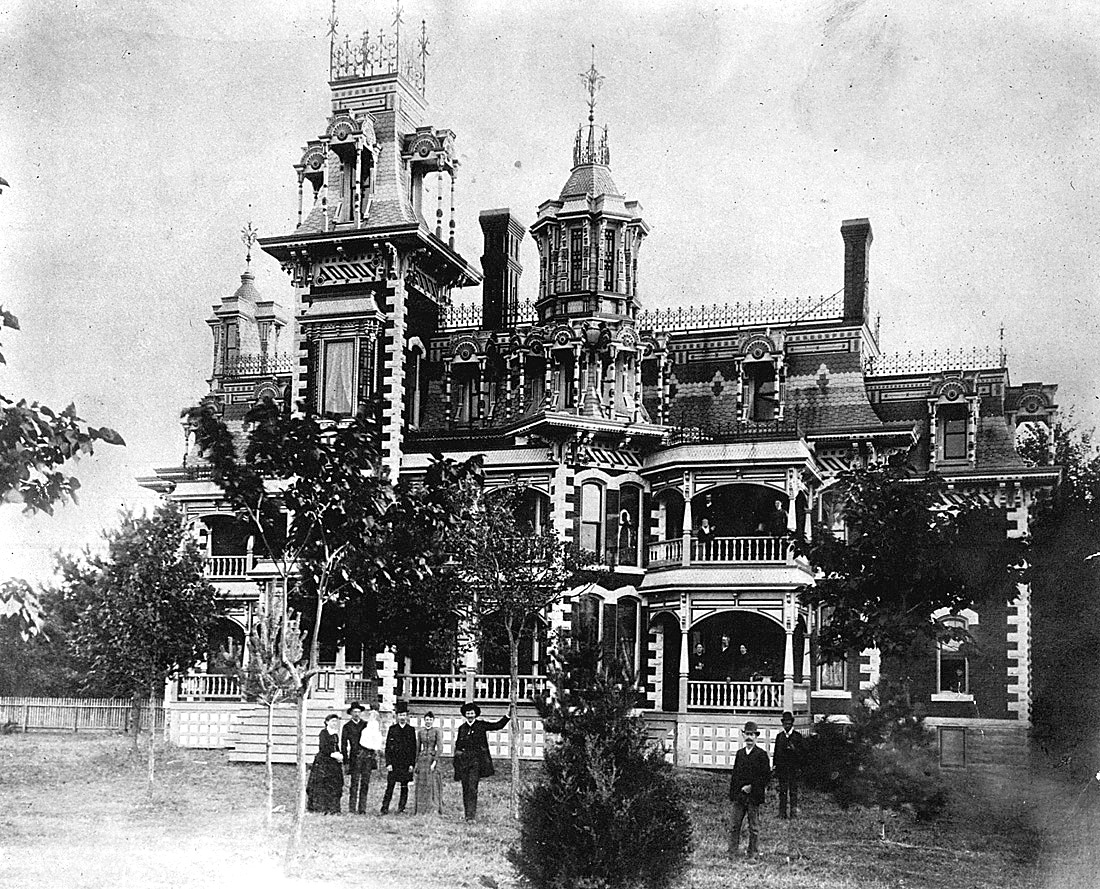
Bethel Bible College

Quarenta alunos, incluindo Agnes Ozman se reuniram para conhecer os principais princípios do Movimento de Santidade de Parham. Parham perguntou sobre a evidência do batismo no Espírito Santo no Novo Testamento. Ele foi em uma viagem de três dias e pediu a seus alunos para refletirem sobre esta questão, enquanto ele estava fora. Eles concluíram que a glossolalia ou falar em línguas era a prova de que o Espírito Santo caiu sobre um indivíduo. Ozman foi a primeira aluna a falar em línguas. Parham tomou esta mensagem e realizou reuniões especiais em Joplin, MO e Houston, TX. Em Houston, um homem negro chamado William Seymour ouviu esta mensagem e levou este ensinamento para Los Angeles, onde ele começou o Reavivamento da Rua Azusa. Hoje em dia, muitas denominações pentecostais traçam suas origens para Bethel e para a Rua Azusa.